# عین رقاده
عین رقاده (به عربی: عین رقادة) یک شهرداری در الجزایر است که در استان قالمه واقع شده‌است. عین رقاده ۷٬۲۸۹ نفر جمعیت دارد.